# Omar Domínguez
Omar Domínguez Palafox (ur. 13 kwietnia 1988 w San Andrés Tuxtla) – meksykański piłkarz występujący na pozycji środkowego obrońcy, od 2018 roku zawodnik gwatemalskiej Guastatoyi.